# Episodi di Squadra speciale anticrimine (prima stagione)
La prima stagione della serie televisiva Squadra speciale anticrimine è andata in onda negli Stati Uniti dal 12 settembre 1966 al 10 aprile 1967 sulla ABC.
| nº | Titolo originale                     | Prima TV USA      | Titolo italiano | Prima TV Italia |
| -- | ------------------------------------ | ----------------- | --------------- | --------------- |
| 1  | The Streets Are Paved with Quicksand | 12 settembre 1966 |                 |                 |
| 2  | A Walk to Oblivion                   | 19 settembre 1966 |                 |                 |
| 3  | The Broken Badge                     | 26 settembre 1966 |                 |                 |
| 4  | Strike Out                           | 3 ottobre 1966    |                 |                 |
| 5  | A Date with Terror                   | 10 ottobre 1966   |                 |                 |
| 6  | Flame Out                            | 17 ottobre 1966   |                 |                 |
| 7  | The Immaculate Killer                | 24 ottobre 1966   |                 |                 |
| 8  | The Death of a Dream                 | 31 ottobre 1966   |                 |                 |
| 9  | Prologue to Murder                   | 7 novembre 1966   |                 |                 |
| 10 | Killer with a Badge                  | 14 novembre 1966  |                 |                 |
| 11 | Between Two Fires                    | 21 novembre 1966  |                 |                 |
| 12 | The Terror Trap                      | 28 novembre 1966  |                 |                 |
| 13 | The Killer Instinct                  | 5 dicembre 1966   |                 |                 |
| 14 | Fear Below                           | 12 dicembre 1966  |                 |                 |
| 15 | A Penny Game, a Two-Bit Murder       | 19 dicembre 1966  |                 |                 |
| 16 | Miss Reilly's Revenge                | 26 dicembre 1966  |                 |                 |
| 17 | A Death for a Death                  | 2 gennaio 1967    |                 |                 |
| 18 | The Deadly Partner                   | 9 gennaio 1967    |                 |                 |
| 19 | The Night of the Shark (1)           | 16 gennaio 1967   |                 |                 |
| 20 | The Night of the Shark (2)           | 23 gennaio 1967   |                 |                 |
| 21 | The Strangler                        | 30 gennaio 1967   |                 |                 |
| 22 | Breakout                             | 6 febbraio 1967   |                 |                 |
| 23 | The Desperate Silence                | 13 febbraio 1967  |                 |                 |
| 24 | Target!                              | 20 febbraio 1967  |                 |                 |
| 25 | Echo of a Killing                    | 27 febbraio 1967  |                 |                 |
| 26 | Live Coward, Dead Hero               | 13 marzo 1967     |                 |                 |
| 27 | A Blueprint for Dying                | 20 marzo 1967     |                 |                 |
| 28 | The Fear Merchant                    | 27 marzo 1967     |                 |                 |
| 29 | The Savage Streets                   | 3 aprile 1967     |                 |                 |
| 30 | Debt of Fear                         | 10 aprile 1967    |                 |                 |

## The Streets Are Paved with Quicksand
- Diretto da: Michael Ritchie
- Scritto da: Harold Gast

### Trama
- Guest star: Dennis McCarthy, Ward Ramsey, Darren McGavin (Leslie Gorman), Jean Marn (Maddy Clay), George Robotham, Ollie O'Toole (portiere), Noam Pitlik (reporter)

## A Walk to Oblivion
- Diretto da: Michael Ritchie
- Scritto da: Franklin Barton

### Trama
- Guest star: Rita D'amico (Betty Pyle), Charles Irving (Leon Geiger), Charles Francisco (Mike Pyle), Jason Wingreen (Joe Caslin), Ward Wood (padre Mason), Charles Horvath (Harry), Pearl Shear (Martha Geiger), Larry D. Mann (Jake Krebs)

## The Broken Badge
- Diretto da: Vincent McEveety
- Scritto da: George Eckstein

### Trama
- Guest star: Ned Glass (Hollis), William O'Connell (impiegato), Eileen Heckart (Ruth Ehlers), Warren Vanders (Angie Gilman), Linda Burton (Teddi), Don Gazzaniga (Al), Francis DeSales (Harmon), John Larch (Bill Ehlers)

## Strike Out
- Diretto da: Andrew McCullough
- Scritto da: Donald S. Sanford

### Trama
- Guest star: Nelson Olmsted (Carl Addison), Darrell Howe (Arthur Benton), Whit Bissell (Milroy), Val Avery (Gene Hardy), Barry Brooks (guardia), Cynthia Stone (segretario/a), Kevin Hagen (Ben Weil)

## A Date with Terror
- Diretto da: Richard Donner
- Scritto da: Hank Searls

### Trama
- Guest star: Lee Delano (Art Bradley), Patricia King (Proprietaria), Jan Shutan (Sue Bradley), Gregory Morton (dottor Tyson), Eric Shea (Mike Bradley), Charles Aidman (sergente Sanford Lufton)

## Flame Out
- Diretto da: Thomas Carr
- Scritto da: Donald S. Sanford

### Trama
- Guest star: John S. Ragin (Ed Carter), Alan Oppenheimer (Ed Clark), Tom Lowell (Bracy Marsden), Pippa Scott (Elena Carter), Don Gazzaniga (ufficiale), Paul Micale (Palamos), Joseph V. Perry (Harry Bellgar), James Best (Arnold Wyatt)

## The Immaculate Killer
- Diretto da: Seymour Robbie
- Scritto da: Alfred Brenner

### Trama
- Guest star: Alan Oppenheimer (Ed Clark), Richard Karlan (Walker), Jack Bannon (interno), Susan Flannery (padrona), Joseph Mell (Lou), Gil Lamb (custode), Rhoda Williams (infermiera), Patricia Ripley (Motorist), James Patterson (Peter Holland), Byron Foulger (Zeller), Dan Barton (Brandon), Vince Howard (ufficiale sicurezza)

## The Death of a Dream
- Diretto da: Richard Donner
- Scritto da: Adrian Spies

### Trama
- Guest star: S. John Launer (uomo), Lloyd Haynes (poliziotto), Jaime Sanchez (Chooch), Robert Doyle (Leo), Cindy Putnam (bambina), Sandra Marsh (moglie), Bill McLennan (Bald Man), Brendan Dillon (barista), Robert Duvall (Albie Froehlich)

## Prologue to Murder
- Diretto da: Allen Reisner
- Scritto da: John Kneubuhl

### Trama
- Guest star: Jerry Fujikawa (Tom), Paul Hahn (specialista), Robert Drivas (Dickie Barrow), Michael Fox (dottor Kilmer), Richard Anderson (Leonard Barrow)

## Killer with a Badge
- Diretto da: Jud Taylor
- Scritto da: Donald S. Sanford

### Trama
- Guest star: Diana Hyland (Cloris Harte), Paul Carr (Wade Harte), Pat Renella (Paulie Egan), David Fresco (impiegato)

## Between Two Fires
- Diretto da: László Benedek
- Scritto da: Harold Gast

### Trama
- Guest star: Clint Ritchie (Hagen), Troy Melton (Barth), Richard Evans (Ben Tyler), Adam Williams (Thin Man), Sydney Smith (Slade), Robert F. Hoy (Mullen), Kevin McCarthy (Charles Roland Flagg)

## The Terror Trap
- Diretto da: Tom Gries
- Scritto da: Alvin Boretz

### Trama
- Guest star: Stanley Ralph Ross (Reynolds), Dyanne Thorne (Diana Porter), Howard Caine (Meach), Bartlett Robinson (Peel), Len Wayland (D. A. Fisher), Robert Christopher (Laney), Michael Conrad (Steve)

## The Killer Instinct
- Diretto da: Robert Butler
- Scritto da: Mann Rubin

### Trama
- Guest star: Paul Kent (Stanley Adkins), Bobbie Jordan (Elena Adkins), Edward Asner (Bull Bradovich), Gail Kobe (Adele Madden), William Smithers (Roy Madden), Bob Rose (addetto impronte), Robert Biheller (Jango)

## Fear Below
- Diretto da: Walter Grauman
- Scritto da: Donald S. Sanford
- Soggetto di: Franklin Barton

### Trama
- Guest star: Alex Gerry (Garver), Michael Stanwood (ufficiale Welsh), Lynda Day George (Karen Anders), Milton Selzer (Joe Coyne), Allen Bleiweiss (tecnico di laboratorio), Nicolas Coster (Kenneth Layton)

## A Penny Game, a Two-Bit Murder
- Diretto da: Richard Donner
- Scritto da: Adrian Spies

### Trama
- Guest star: Susan Browning (Mary Corso), Patti Gilbert (commessa), Diana Ivarson (Marlie), Don Eitner (Tom Corso), Wally Rose (ufficiale di sicurezza), Charles Grodin (Edgar)

## Miss Reilly's Revenge
- Diretto da: Michael Ritchie
- Scritto da: George Eckstein e Leonard Kantor
- Soggetto di: Leonard Kantor

### Trama
- Guest star: Richard Bull (Artie Faulkner), Dyanne Thorne (Miss Lucas), Michael Tolan (Mike Gorley), Lew Gallo (Mattie Leeds), Joanna Moore (Betty Reilly)

## A Death for a Death
- Diretto da: Herschel Daugherty
- Scritto da: Donald S. Sanford
- Soggetto di: Donald S. Sanford, Harry Kronman

### Trama
- Guest star: William Phipps (titolare del negozio), Patricia George (infermiera), Edward Griffith (Kenneth Norton), Vince Howard (ufficiale Welch), John Clarke (abitante), Ken Lynch (Carl Norton)

## The Deadly Partner
- Diretto da: Lawrence Dobkin
- Scritto da: Donald S. Sanford

### Trama
- Guest star: Bill Shannon (Alex Bowman), Gene Dynarski (Leo Mace), Virginia Christine (Cleaning Woman), John Anderson (tenente Mike Reineck)

## The Night of the Shark (1)
- Diretto da: Allen Reisner
- Scritto da: Harold Gast

### Trama
- Guest star: Lawrence Montaigne (George Carson), Natalie Trundy (Betty Barnes), Harry Townes (Bruce Brownell), Karen Steele (Nina Barnes), Len Wayland (D. A. Fisher), John Clarke (dottor Sidney Kane), Henry Hunter (Eric Madden), Nicky Blair (guardia), John Harmon (Loomis), Vince Howard (Ray Gannon), James Daly (Adam Langley)

## The Night of the Shark (2)
- Diretto da: Allen Reisner
- Scritto da: Harold Gast

### Trama
- Guest star: Lawrence Montaigne (George Carson), Vince Howard (Ray Gannon), Harry Townes (Bruce Brownell), Karen Steele (Nina Barnes), John Clarke (dottor Sidney Kane), Henry Hunter (Eric Madden), John Harmon (Loomis), James Daly (Adam Langley)

## The Strangler
- Diretto da: Lee H. Katzin
- Scritto da: Tony Barrett
- Soggetto di: Tony Barrett e Lee Erwin

### Trama
- Guest star: Dean Harens (Phil Calder), Steven Marlo (Joe Vega), Jason Evers (Eliot Rogers), Kathie Browne (Laura Calder), Terry Naylor (Mrs. Foreman), Charles Wagenheim, Marilyn Hanold (Mrs. Selby), Norma Crane (Dorothy Rogers)

## Breakout
- Diretto da: Larry Peerce
- Scritto da: Barry Oringer

### Trama
- Guest star: Barry Ford (Burke), John Armond (Weeks), Michael Pataki (Andy), Jon Cedar (uomo sandwich), Robert Adler (Fisherman), Dale van Sickel (Worker), John Cestare (secondino), Jack Garner (dispatcher), Jay Jostyn (Lewis), Henry Evans (riparatore), Phillip Pine (Tom Blaisie)

## The Desperate Silence
- Diretto da: Allen Reisner
- Scritto da: Gwen Bagni e Paul Dubov

### Trama
- Guest star: Ahna Capri (Jenny Jason), Sam Gilman (Al Pike), Chris Robinson (Vincent Ludi), Virginia Field (Alma Jason), David Loring (giovanotto), Lloyd Haynes (poliziotto), Barbara Baldavin (ragazza), Woodrow Parfrey (Harley), Kent Smith (Everett Jason)

## Target!
- Diretto da: Allen Reisner
- Scritto da: Tony Barrett e Frank L. Moss
- Soggetto di: Frank L. Moss

### Trama
- Guest star: Jason Wingreen (Morrie), Allen Emerson (lettore notiziario), Steve Ihnat (Vic Durant), Angelique Pettyjohn (Felicia Majeski), Will Kuluva (Harry Majeski)

## Echo of a Killing
- Diretto da: Gene Nelson
- Scritto da: Daniel B. Ullman

### Trama
- Guest star: Anna Strasberg (Mrs. Shafer), Anthony Redondo (fotografo), John Milford (Shafer), Frederic Downs (uomo), Lonnie Fotre (casalinga), Gail Kobe (Natalie Reep)

## Live Coward, Dead Hero
- Diretto da: Robert Butler
- Scritto da: Franklin Barton e Jay Simms
- Soggetto di: Jay Simms

### Trama
- Guest star: Richard Bull (Peterson), Scott Hale (Charlie), Lew Gallo (Covert), Joe Di Reda (Baines), Keith Crawford (Timmy Gabriel), Lamont Johnson (Bix Gabriel)

## A Blueprint for Dying
- Diretto da: Lee H. Katzin
- Scritto da: Tony Barrett

### Trama
- Guest star: Ross Elliott (Ogden), Pat Becker (Cassandra Miles), Douglas Henderson (Frank Courtney), George Takei (Jimmy Ito), Ed McCready (John Bennett), John Pickard (Cahill), Ricardo Montalbán (Martin Lynch)

## The Fear Merchant
- Diretto da: Lawrence Dobkin
- Scritto da: Tony Barrett
- Soggetto di: Quentin Sparr

### Trama
- Guest star: Charles Francisco (Norman Miller), Arthur Malet (Creel), Robert H. Harris (Daniel Maitland), Robert Phillips (Weaver), Miel Saari (Doris Nixon), Susan Bjurman (infermiera), Peter Mark Richman (Emmett Koster)

## The Savage Streets
- Diretto da: Seymour Robbie
- Scritto da: Philip Saltzman e L. T. Bentwood
- Soggetto di: L. T. Bentwood

### Trama
- Guest star: Stuart Nisbet (negoziante), David Renard (Oscar), John Davis Chandler (Lou Mason), Frank Marth (Nollie), Read Morgan (Dock Worker), Robert Osterloh (caposquadra), Mimi Dillard (Miss Williams), Harold Gould (dottor Simon Green)

## Debt of Fear
- Diretto da: Lawrence Dobkin
- Scritto da: John Furia

### Trama
- Guest star: Shirley Mitchell (Maria), Art Lewis (Hickle), Joe Turkel (Alf), Jane Zachary (Ani Pennini), Bill Hickman (Max), James Dixon (Dubro), Lawrence Dobkin (Tony Pennini)